# هلند قابل زندگی
هلند قابل زندگی (هلندی: Leefbaar Nederland) یک حزب سیاسی هلندی بود. پیم فورتاین فعالیت سیاسی خود را در حزب آغاز کرد.